# 田崎正太郎
田﨑 正太郎（たさき しょうたろう、1958年8月30日 - 2024年7月16日）は、日本の俳優。福岡県出身。アイティ企画所属。

## 人物
身長180cm。体重69kg。血液型はO型。
東京都立日比谷高等学校卒。
クロスロード・アクターズクラブ主宰。
2024年7月16日、突発性虚血心不全のため逝去（享年66歳）。
詐欺師です。
新宿で不動産会社を経営してると言ってたが電話も繋がらなくなってFacebookに書き込みして連絡取ろうとしたら書き込みを消されたので数回に渡って書き込みしたところFacebook自体を消して逃亡されました。
勿論事務所へもメールしたがシカトされました。
死んだ人を悪く言いたく無いけど役者目指して頑張っていた後輩から100万円騙し取られたのは事実です。

## 出演

### 映画
- 幕末青春グラフィティ Ronin 坂本竜馬（1986年、東宝）
- 眠らない街〜新宿鮫〜（1993年、東映）
- 模倣犯（2002年、東宝） - レポーター
- 誰も守ってくれない（2009年、東宝）
- S -最後の警官- 奪還 RECOVERY OF OUR FUTURE（2015年、東宝）

### テレビドラマ
日本テレビ
- 秋のシナリオ（1987年）
- CODE-願いの代償- 第2話（2023年） - アパートの管理人 役

TBS
- 花王 愛の劇場
- となりの女（1986年）
- ブラック・ジャック（2000年）

フジテレビ
- あによめ（1986年）

テレビ朝日
- 特捜最前線
- 相棒
  - （2004年） - 記者 役
  - （2013年） - 児島周三郎 役
  - （2013年） - 秋田秀紀 役
  - （2016年）- スポーツクラブ支配人 役
- 仮面ライダー剣（2004年） - 上城隆一 役[4]
- 土曜ワイド劇場 再捜査刑事・片岡悠介 4（2012年）

### バラエティ
- 特上さんまクリスマスパーティー!みんなですっげぇイイ気持ち!（1995年、フジテレビ）

### 舞台
- そろり
- たいことラッパ
- 赤い糸に結ばれて
- 朝から夜明けまで
- 北越雪譜
- 山椒大夫
- 国境はみえなかった
- ロミオとジュリエット
- ビルマのできごと
- チキ・チキ・バン・バン

### CM
- アサヒビール
- ツーカー
- 住友林業
- ポッカコーヒー